# Grande Prêmio da Hungria de 2010
O Grande Prémio da Hungria de 2010 foi a décima segunda corrida da temporada de 2010 da Fórmula 1.

## Classificação

### Treino oficial
| Pos | Nº | Piloto             | Construtor           | Parte 1  | Parte 2  | Parte 3  | Grid |
| --- | -- | ------------------ | -------------------- | -------- | -------- | -------- | ---- |
| 1   | 5  | Sebastian Vettel   | Red Bull-Renault     | 1:20.417 | 1:19.573 | 1:18.773 | 1    |
| 2   | 6  | Mark Webber        | Red Bull-Renault     | 1:21.132 | 1:19.531 | 1:19.184 | 2    |
| 3   | 8  | Fernando Alonso    | Ferrari              | 1:21.278 | 1:20.237 | 1:19.987 | 3    |
| 4   | 7  | Felipe Massa       | Ferrari              | 1:21.299 | 1:20.857 | 1:20.331 | 4    |
| 5   | 2  | Lewis Hamilton     | McLaren-Mercedes     | 1:21.455 | 1:20.877 | 1:20.499 | 5    |
| 6   | 4  | Nico Rosberg       | Mercedes             | 1:21.212 | 1:20.811 | 1:21.082 | 6    |
| 7   | 12 | Vitaly Petrov      | Renault              | 1:21.558 | 1:20.797 | 1:21.229 | 7    |
| 8   | 11 | Robert Kubica      | Renault              | 1:21.159 | 1:20.867 | 1:21.328 | 8    |
| 9   | 22 | Pedro de la Rosa   | BMW Sauber-Ferrari   | 1:21.891 | 1:21.273 | 1:21.411 | 9    |
| 10  | 10 | Nico Hülkenberg    | Williams-Cosworth    | 1:21.598 | 1:21.275 | 1:21.710 | 10   |
| 11  | 1  | Jenson Button      | McLaren-Mercedes     | 1:21.422 | 1:21.292 |          | 11   |
| 12  | 9  | Rubens Barrichello | Williams-Cosworth    | 1:21.478 | 1:21.331 |          | 12   |
| 13  | 14 | Adrian Sutil       | Force India-Mercedes | 1:22.080 | 1:21.517 |          | 13   |
| 14  | 3  | Michael Schumacher | Mercedes             | 1:21.840 | 1:21.630 |          | 14   |
| 15  | 16 | Sébastien Buemi    | Toro Rosso-Ferrari   | 1:21.982 | 1:21.897 |          | 15   |
| 16  | 15 | Vitantonio Liuzzi  | Force India-Mercedes | 1:21.789 | 1:21.927 |          | 16   |
| 17  | 17 | Jaime Alguersuari  | Toro Rosso-Ferrari   | 1:21.978 | 1:21.998 |          | 17   |
| 18  | 23 | Kamui Kobayashi    | BMW Sauber-Ferrari   | 1:22.222 |          |          | 231  |
| 19  | 24 | Timo Glock         | Virgin-Cosworth      | 1:24.050 |          |          | 18   |
| 20  | 19 | Heikki Kovalainen  | Lotus-Cosworth       | 1:24.120 |          |          | 19   |
| 21  | 18 | Jarno Trulli       | Lotus-Cosworth       | 1:24.199 |          |          | 20   |
| 22  | 25 | Lucas di Grassi    | Virgin-Cosworth      | 1:25.118 |          |          | 21   |
| 23  | 21 | Bruno Senna        | HRT-Cosworth         | 1:26.391 |          |          | 22   |
| 24  | 20 | Sakon Yamamoto     | HRT-Cosworth         | 1:26.453 |          |          | 24   |

1. ↑  – Kamui Kobayashi recebeu punição de 5 posições no grid de largada.[1]

### Corrida
| Pos | Nº | Piloto              | Construtor           | Voltas | Tempo/Aban. | Grid | Pontos |
| --- | -- | ------------------- | -------------------- | ------ | ----------- | ---- | ------ |
| 1   | 6  | Mark Webber         | Red Bull-Renault     | 70     | 1:41:05.571 | 2    | 25     |
| 2   | 8  | Fernando Alonso     | Ferrari              | 70     | +17.821     | 3    | 18     |
| 3   | 5  | Sebastian Vettel    | Red Bull-Renault     | 70     | +19.252     | 1    | 15     |
| 4   | 7  | Felipe Massa        | Ferrari              | 70     | +27.474     | 4    | 12     |
| 5   | 12 | Vitaly Petrov       | Renault              | 70     | +1:13.192   | 7    | 10     |
| 6   | 10 | Nico Hülkenberg     | Williams-Cosworth    | 70     | +1:16.723   | 10   | 8      |
| 7   | 22 | Pedro de la Rosa    | BMW Sauber-Ferrari   | 69     | +1 volta    | 9    | 6      |
| 8   | 1  | Jenson Button       | McLaren-Mercedes     | 69     | +1 volta    | 11   | 4      |
| 9   | 23 | Kamui Kobayashi     | BMW Sauber-Ferrari   | 69     | +1 volta    | 23   | 2      |
| 10  | 9  | Rubens Barrichello  | Williams-Cosworth    | 69     | +1 volta    | 12   | 1      |
| 11  | 3  | Michael Schumacher1 | Mercedes             | 69     | +1 volta    | 14   |        |
| 12  | 16 | Sébastian Buemi     | Toro Rosso-Ferrari   | 69     | +1 volta    | 15   |        |
| 13  | 15 | Vitantonio Liuzzi   | Force India-Mercedes | 69     | +1 volta    | 16   |        |
| 14  | 19 | Heikki Kovalainen   | Lotus-Cosworth       | 67     | +3 voltas   | 19   |        |
| 15  | 18 | Jarno Trulli        | Lotus-Cosworth       | 67     | +3 voltas   | 20   |        |
| 16  | 24 | Timo Glock          | Virgin-Cosworth      | 67     | +3 voltas   | 18   |        |
| 17  | 21 | Bruno Senna         | HRT-Cosworth         | 67     | +3 voltas   | 22   |        |
| 18  | 25 | Lucas di Grassi     | Virgin-Cosworth      | 66     | +4 voltas   | 21   |        |
| 19  | 20 | Sakon Yamamoto      | HRT-Cosworth         | 66     | +4 voltas   | 24   |        |
| Ret | 2  | Lewis Hamilton      | McLaren-Mercedes     | 23     | Transmissão | 5    |        |
| Ret | 11 | Robert Kubica       | Renault              | 23     | Colisão     | 8    |        |
| Ret | 4  | Nico Rosberg        | Mercedes             | 15     | Roda        | 6    |        |
| Ret | 14 | Adrian Sutil        | Force India-Mercedes | 15     | Colisão     | 13   |        |
| Ret | 17 | Jaime Alguersuari   | Toro Rosso-Ferrari   | 1      | Motor       | 17   |        |

## Tabela do campeonato após a corrida
Observe que somente as seis primeiras posições estão incluídas na tabela.